# Jean-Louis Tournadre
Jean-Louis Tournadre (17 de noviembre de 1958, Clermont-Ferrand, Francia) es un expiloto de motociclismo francés. Nacido en Clermont-Ferrand, se convirtió en el primer campeón del mundo de Francia cuando logró el título de 250cc en 1982 a bordo de una Yamaha TZ250.
A pesar de sólo tener una victoria contra cinco victorias de su rival Anton Mang, Tournadre acumuló suficientes podios para ganar el campeonato por un punto. Su única victoria llegó en el Gran Premio de Francia celebrado en Nogaro donde la mayoría de los mejores pilotos, entre ellos Mang y Carlos Lavado, se declararon en huelga para protestar por la falta de seguridad en el circuito. En 1988, Tournadre compitió en la ronda de Hockenheim del Campeonato Mundial de Superbikes.

## Resultados en el Campeonato del Mundo de Motociclismo
Sistema de puntuación desde 1969 hasta 1987:
| Posición | 1.º | 2.º | 3.º | 4.º | 5.º | 6.º | 7.º | 8.º | 9.º | 10.º |
| Puntos   | 15  | 12  | 10  | 8   | 6   | 5   | 4   | 3   | 2   | 1    |

### Carreras por año
(Carreras en negrita indica pole position, carreras en cursiva indica vuelta rápida)
| Año  | Cat.  | Equipo         | 1       | 2       | 3       | 4       | 5       | 6       | 7       | 8     | 9       | 10      | 11      | 12    | Pts. | Pos. | Victorias |
| ---- | ----- | -------------- | ------- | ------- | ------- | ------- | ------- | ------- | ------- | ----- | ------- | ------- | ------- | ----- | ---- | ---- | --------- |
| 1980 | 250cc | Yamaha         | NAT -   | ESP -   | FRA DNS | YUG -   | NED Ret | BEL DNQ | FIN -   | GBR - | CZE 10  | GER -   |         |       | 1    | 32.º | 0         |
| 1980 | 350cc | Bimota-Yamaha  | NAT -   |         | FRA -   |         | NED Ret |         |         | GBR 9 | CZE -   | GER 8   |         |       | 5    | 20.º | 0         |
| 1981 | 250cc | Yamaha         | ARG -   | GER Ret | NAT -   | FRA Ret | ESP 16  | NED -   | BEL 6   | RSM 6 | GBR Ret | FIN 4   | SWE 5   | CZE 3 | 34   | 7.º  | 0         |
| 1982 | 250cc | Yamaha         | FRA 1   | ESP 2   | NAT 3   | NED 2   | BEL 6   | YUG 3   | GBR 3   | SWE 4 | FIN 7   | CZE 2   | RSM 2   | GER 4 | 118  | 1.º  | 1         |
| 1983 | 250cc | Sonauto-Yamaha | RSA Ret | FRA Ret | NAT Ret | GER 14  | ESP 11  | AUT Ret | YUG Ret | NED - | BEL -   | GBR Ret | SWE Ret |       | 0    | -    | 0         |
| 1986 | 250cc | Sonauto-Yamaha | ESP DNS | NAT Ret | GER Ret | AUT Ret | YUG Ret | NED -   | BEL -   | FRA - | GBR Ret | SWE Ret | RSM 16  |       | 0    | -    | 0         |